# 單絲美尾䲗
单丝美尾䲗（学名：Calliurichthys filamentosus）为䲗科美尾䲗屬的鱼类，俗名丝鳍美尾䲗。分布于菲律宾到阿拉伯半岛、非洲东岸以及中国南海、台湾海峡等海域，多栖息于沿岸浅水区系以及水深100米。该物种的模式产地在苏拉威西岛。